# Glaciar Conger
El glaciar Conger (66°2′S 103°33′E) es un glaciar a 5 millas náuticas (9 km) al este del glaciar Glenzer, que fluye hacia el norte en la parte oriental de la barrera de hielo Shackleton. Fue cartografiado por G.D. Blodgett (1955) a partir de fotos aéreas tomadas por la Operación Highjump de la Marina de los Estados Unidos (1946-47). El Comité Consultivo sobre Nomenclatura Antártica le dio el nombre de Richard R. Conger, fotógrafo jefe de la Operación Windmill de la Marina de los Estados Unidos (1947-48), que colaboró en el establecimiento de estaciones de control astronómico a lo largo de la costa, desde la costa de Guillermo II hasta la costa Budd.
El 25 de marzo de 2022 se informó de que la plataforma de hielo Conger se había derrumbado unos diez días antes, según los datos de los satélites. El colapso no había sido previsto por los expertos, aunque se había observado una reducción gradual del glaciar desde mediados de la década de 2000, y una más rápida desde principios de 2020. No estaba claro si el colapso estaba relacionado con las temperaturas anormalmente altas que habían precedido a la zona. Una plataforma de hielo es una gran plataforma flotante de hielo que se forma cuando un glaciar o una capa de hielo desciende hacia la costa y llega a la superficie del océano; impide que un glaciar fluya rápidamente hacia un océano.